# Ренье, Рене-Франсуа
Рене-Франсуа Ренье (фр. René-François Régnier; 17 июля 1794, Сен-Кантен-ле-Борепер, Первая французская республика — 3 января 1881, Камбре, Франция) — французский кардинал. Епископ Ангулема с 22 июля 1842 по 30 сентября 1850. Архиепископ Камбре с 30 сентября 1850 по 3 января 1881. Кардинал-священник с 22 декабря 1873, с титулом церкви Сантиссима-Тринита-аль-Монте-Пинчо с 31 декабря 1873.